# Mistrzostwa Polski w rugby 7 kobiet
Mistrzostwa Polski w rugby 7 kobiet – rozgrywki drużyn rugby 7, mające na celu wyłonienie najlepszej kobiecej drużyny w Polsce. Po raz pierwszy zorganizowane w 2003, od 2008 organizowane cyklicznie co roku.

## Historia i system rozgrywek
Pierwsze drużyny rugby kobiecego powstały w Polsce w 2001 – Hool’s Girls Gdynia, Piranie Sopot i Tygrysice Sochaczew. Rok później zorganizowano w Sochaczewie pierwsze nieoficjalne mistrzostwa Polski, który zwyciężyły Piranie, a w 2003 zorganizowano z udziałem tych trzech drużyn pierwszy oficjalny turniej o mistrzostwo Polski – złote medale zdobyły Hool's Girls. Kolejny turniej rozegrano po przerwie w 2008 z udziałem sześciu drużyn.
Od 2009 rozgrywki przybrały postać serii turniejów, w których o zwycięstwie decydowała łączna punktacja: w 2009 odbyły się trzy turnieje z udziałem siedmiu drużyn, w 2010 i 2011 cztery turnieje z udziałem ośmiu klubów, w 2012 sześć turniejów z udziałem dziewięciu drużyn. W tym roku też uznano dotychczasowe rozgrywki noszące nazwę Grand Prix za mistrzostwa Polski.
W 2013 ze względu na zmianę od kolejnego sezonu systemu rozgrywek z wiosna-jesień na jesień-wiosna tytuł mistrzowski postanowiono przyznać po rozegraniu tylko trzech turniejów wiosną, łącznie w rozgrywkach wzięło udział 12 drużyn. W sezonie 2013/2014 rozegrano ponownie sześć turniejów (z udziałem dziesięciu drużyn), w kolejnym siedem turniejów (z udziałem czternastu drużyn), a od sezonu 2015/2016 osiem turniejów. W sezonie 2019/2020 z powodu pandemii COVID-19 rozegrano 6 turniejów.
Od 2016 wprowadzony został także dodatkowy podział na ligi: w sezonie 2016/2017 podzielono drużyny na liczącą 6 zespołów ligę A oraz skupiającą pozostałe drużyny ligę B, a w sezonie 2017/2018 na ekstraligę (4 zespoły), I ligę (4 zespoły) i II ligę (pozostałe drużyny). W poszczególnych turniejach mistrzostw Polski uczestniczą zespoły wszystkich lig, natomiast rozgrywają one spotkania tylko w ramach swojej ligi. W ramach danej ligi drużyny rozgrywają ze sobą mecze systemem "każdy z każdym", a następnie półfinały (pierwsza drużyna z poprzedniej fazy z czwartą oraz druga z trzecią) oraz finał i mecz o trzecie miejsce. Drużyny, które zajmą czwarte miejsce w danym turnieju w ekstralidze lub I lidze spadają poziom niżej, natomiast drużyny z pierwszego miejsca I i II ligi awansują poziom wyżej. Spadki i awanse następują po każdym turnieju. W przypadku nieprzystąpienia zespołu do turnieju, automatycznie skład danej ligi jest uzupełniany o kolejną drużynę z niższej ligi, a zespół, który nie uczestniczył, zostaje zdegradowany w kolejnym turnieju o poziom niżej. W klasyfikacji każdego turnieju zespoły z ekstraligi zajmują miejsca od 1 do 4, zespoły z I ligi miejsca od 5 do 8, a z II ligi – dalsze.
Od 2023 liczbę drużyn w ekstralidze powiększono do sześciu, a pozostałe drużyny uczestniczyły w I lidze.

## Medaliści mistrzostw
Medaliści mistrzostw:
| Sezon               | Mistrz                      | Wicemistrz                  | Trzecie miejsce             |
| ------------------- | --------------------------- | --------------------------- | --------------------------- |
| 2002 (nieoficjalne) | Piranie Sopot               | Hool's Girls Gdynia         | Tygrysice Orkan Sochaczew   |
| 2003                | Hool's Girls Gdynia         | Piranie Sopot               | Tygrysice Orkan Sochaczew   |
| 2008                | Hool's Girls Arka Gdynia    | Czarne Pruszcz Gdański      | Tygrysice Orkan Sochaczew   |
| 2009                | Arka Gdynia Girls           | Tygrysice Orkan Sochaczew   | Ladies Lechia Gdańsk        |
| 2010                | Arka Gdynia Girls           | Ladies Lechia Gdańsk        | Tygrysice Orkan Sochaczew   |
| 2011                | Ladies Lechia Gdańsk        | Warsaw Ladies Frogs         | Tygrysice Orkan Sochaczew   |
| 2012                | Ladies Lechia Gdańsk        | Tygrysice Orkan Sochaczew   | Diablice Ruda Śląska        |
| 2013                | Ladies Lechia Gdańsk        | Diablice Igloo Ruda Śląska  | Tygrysice Orkan Sochaczew   |
| 2013/2014           | Ladies Lechia Gdańsk        | Diablice Igloo Ruda Śląska  | Black Roses Posnania Poznań |
| 2014/2015           | Biało-Zielone Ladies Gdańsk | Black Roses Posnania Poznań | Diablice Ruda Śląska        |
| 2015/2016           | Biało-Zielone Ladies Gdańsk | Black Roses Posnania Poznań | Legia Warszawa              |
| 2016/2017           | Biało-Zielone Ladies Gdańsk | Legia Warszawa              | Black Roses Posnania Poznań |
| 2017/2018           | Biało-Zielone Ladies Gdańsk | Black Roses Posnania Poznań | Legia Warszawa              |
| 2018/2019           | Biało-Zielone Ladies Gdańsk | Black Roses Posnania Poznań | Juvenia Kraków              |
| 2019/2020           | Biało-Zielone Ladies Gdańsk | Black Roses Posnania Poznań | Legia Warszawa              |
| 2020/2021           | Biało-Zielone Ladies Gdańsk | Legia Warszawa              | Black Roses Posnania Poznań |
| 2021/2022           | Biało-Zielone Ladies Gdańsk | Legia Warszawa              | Black Roses Posnania Poznań |
| 2022/2023           | Biało-Zielone Ladies Gdańsk | Legia Warszawa              | Black Roses Posnania Poznań |
| 2023/2024           | Biało-Zielone Ladies Gdańsk | Legia Warszawa              | Mazovia Mińsk Mazowiecki    |
| 2024/2025           | Biało-Zielone Ladies Gdańsk | Legia Warszawa              | Budowlani Łódź              |